# Анастасия Балтова
Анастасия Христова Илиева Балтова е българска просветна деятелка и революционерка, активистка на Вътрешната македоно-одринска революционна организация.

## Биография
Балтова е родена в 1872 година в град Битоля, тогава в Османската империя, днес в Северна Македония. В 1890 година завършва Солунската българска девическа гимназия като стипендиантка на Българската екзархия и става учителка в българското педагогическо училище в Сяр. От 1892 година преподава в прогимназията в Неврокоп. Жени се за дееца на ВМОРО Илия Балтов и под негово влияние се включва в революционната дейност, като изпълнява куриерски задачи от Яне Сандански, Таската Серски, Александър Буйнов и други. Работи активно сред жените в женското дружество „Ученолюбие“.
След войните живее в Неврокоп. В 1922 година се преселва в София, но след смъртта на мъжа си в 1927 година се връща в Неврокоп, където работи като учителка. Умира в 1957 година.